# Megopis nigropunctata
Megopis nigropunctata is een keversoort uit de familie boktorren (Cerambycidae). De wetenschappelijke naam van de soort is voor het eerst geldig gepubliceerd in 1907 door Aurivillius.